# سوسمار جنوبگان

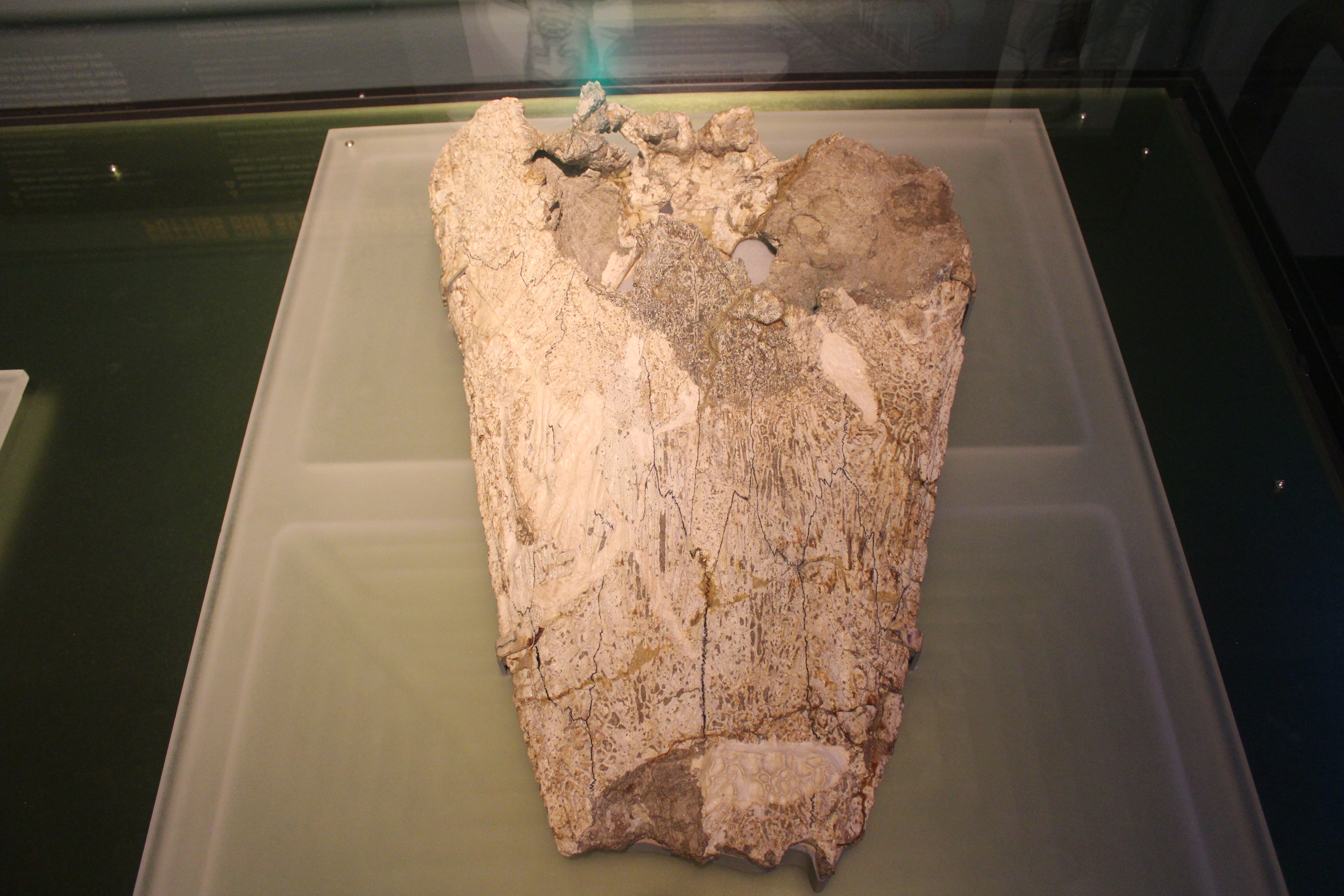
فسیل Antarctosuchus قطب جنوب

سوسمار جنوبگان (نام علمی: Antarctosuchus) نام یک سرده از راسته بریده‌مهرگان است.